# 選抜高等学校野球大会 (岡山県勢)
選抜高等学校野球大会における岡山県勢の成績について記す。

## 大会結果
| 年度（大会）         | 選出校                      | 試合結果 | 試合結果                        | 成績     |
| -------------------- | --------------------------- | -------- | ------------------------------- | -------- |
| 1949年（第21回大会） | 関西（初出場）              | 1回戦    | ● 3 - 9 高松一                  | 初戦敗退 |
| 1954年（第26回大会） | 岡山東商（初出場）          | 1回戦    | ● 1 - 6 泉陽                    | 初戦敗退 |
| 1957年（第29回大会） | 倉敷工（初出場）            | 1回戦    | ○ 2 - 1 市沼津                  | ベスト4  |
| 1957年（第29回大会） | 倉敷工（初出場）            | 2回戦    | ○ 2 - 0 育英                    | ベスト4  |
| 1957年（第29回大会） | 倉敷工（初出場）            | 準々決勝 | ○ 4 - 0 高松商                  | ベスト4  |
| 1957年（第29回大会） | 倉敷工（初出場）            | 準決勝   | ● 1 - 3 高知商                  | ベスト4  |
| 1958年（第30回大会） | 倉敷工（2年連続2回目）      | 2回戦    | ● 2 - 3 立命館                  | 初戦敗退 |
| 1959年（第31回大会） | 倉敷工（3年連続3回目）      | 1回戦    | ● 3 - 10 東邦                   | 初戦敗退 |
| 1960年（第32回大会） | 関西（11年ぶり2回目）       | 1回戦    | ● 2 - 3x 海南（延長10回）       | 初戦敗退 |
| 1963年（第35回大会） | 岡山東商（9年ぶり2回目）    | 1回戦    | ● 3 - 5 早稲田実                | 初戦敗退 |
| 1964年（第36回大会） | 倉敷工（5年ぶり4回目）      | 2回戦    | ● 2 - 3 金沢                    | 初戦敗退 |
| 1965年（第37回大会） | 岡山東商（2年ぶり3回目）    | 1回戦    | ○ 7 - 0 コザ                    | 優勝     |
| 1965年（第37回大会） | 岡山東商（2年ぶり3回目）    | 2回戦    | ○ 1x - 0 明治                   | 優勝     |
| 1965年（第37回大会） | 岡山東商（2年ぶり3回目）    | 準々決勝 | ○ 3 - 0 静岡                    | 優勝     |
| 1965年（第37回大会） | 岡山東商（2年ぶり3回目）    | 準決勝   | ○ 1 - 0 徳島商                  | 優勝     |
| 1965年（第37回大会） | 岡山東商（2年ぶり3回目）    | 決勝     | ○ 2x - 1 市和歌山商（延長13回） | 優勝     |
| 1967年（第39回大会） | 倉敷工（3年ぶり5回目）      | 2回戦    | ● 2 - 3 津久見                  | 初戦敗退 |
| 1968年（第40回大会） | 倉敷工（2年連続6回目）      | 2回戦    | ○ 3 - 0 清水商                  | ベスト4  |
| 1968年（第40回大会） | 倉敷工（2年連続6回目）      | 準々決勝 | ○ 4 - 0 銚子商                  | ベスト4  |
| 1968年（第40回大会） | 倉敷工（2年連続6回目）      | 準決勝   | ● 1 - 3 尾道商                  | ベスト4  |
| 1969年（第41回大会） | 玉島商（初出場）            | 1回戦    | ○ 3x - 2 徳島商（延長10回）     | 2回戦    |
| 1969年（第41回大会） | 玉島商（初出場）            | 2回戦    | ● 1 - 5 博多工                  | 2回戦    |
| 1972年（第44回大会） | 倉敷工（4年ぶり7回目）      | 1回戦    | ○ 2 - 1 箕島                    | ベスト8  |
| 1972年（第44回大会） | 倉敷工（4年ぶり7回目）      | 2回戦    | ○ 3 - 1 今治西                  | ベスト8  |
| 1972年（第44回大会） | 倉敷工（4年ぶり7回目）      | 準々決勝 | ● 1 - 5 東北                    | ベスト8  |
| 1973年（第45回大会） | 岡山東商（8年ぶり4回目）    | 1回戦    | ● 1 - 2 今治西                  | 初戦敗退 |
| 1974年（第46回大会） | 倉敷工（2年ぶり8回目）      | 1回戦    | ○ 4 - 1 磐城                    | ベスト8  |
| 1974年（第46回大会） | 倉敷工（2年ぶり8回目）      | 2回戦    | ○ 3 - 1 滝川                    | ベスト8  |
| 1974年（第46回大会） | 倉敷工（2年ぶり8回目）      | 準々決勝 | ● 1 - 2 池田（延長12回）        | ベスト8  |
| 1974年（第46回大会） | 岡山東商（2年連続5回目）    | 1回戦    | ● 0 - 1 銚子商                  | 初戦敗退 |
| 1975年（第47回大会） | 倉敷工（2年連続9回目）      | 1回戦    | ○ 16 - 15 中京                  | 2回戦    |
| 1975年（第47回大会） | 倉敷工（2年連続9回目）      | 2回戦    | ● 0 - 1 東海大相模              | 2回戦    |
| 1976年（第48回大会） | 岡山東商（2年ぶり6回目）    | 1回戦    | ○ 3 - 2 弘前工                  | 2回戦    |
| 1976年（第48回大会） | 岡山東商（2年ぶり6回目）    | 2回戦    | ● 2 - 3 小山                    | 2回戦    |
| 1977年（第49回大会） | 岡山南（初出場）            | 1回戦    | ○ 7 - 4 丸子実                  | ベスト4  |
| 1977年（第49回大会） | 岡山南（初出場）            | 2回戦    | ○ 4 - 3 滝川                    | ベスト4  |
| 1977年（第49回大会） | 岡山南（初出場）            | 準々決勝 | ○ 2x - 1 丸亀商（延長14回）     | ベスト4  |
| 1977年（第49回大会） | 岡山南（初出場）            | 準決勝   | ● 1 - 4 中村                    | ベスト4  |
| 1978年（第50回大会） | 岡山東商（2年ぶり7回目）    | 1回戦    | ● 4 - 5 高知（延長13回）        | 初戦敗退 |
| 1980年（第52回大会） | 岡山理大付（初出場）        | 1回戦    | ● 1 - 8 静岡                    | 初戦敗退 |
| 1981年（第53回大会） | 岡山理大付（2年連続2回目）  | 1回戦    | ● 0 - 5 PL学園                  | 初戦敗退 |
| 1982年（第54回大会） | 岡山南（5年ぶり2回目）      | 1回戦    | ○ 3 - 2 北海                    | 2回戦    |
| 1982年（第54回大会） | 岡山南（5年ぶり2回目）      | 2回戦    | ● 0 - 3 早稲田実                | 2回戦    |
| 1985年（第57回大会） | 倉敷商（初出場）            | 1回戦    | ● 0 - 7 横浜                    | 初戦敗退 |
| 1986年（第58回大会） | 岡山南（4年ぶり3回目）      | 1回戦    | ○ 6 - 3 東邦                    | ベスト4  |
| 1986年（第58回大会） | 岡山南（4年ぶり3回目）      | 2回戦    | ○ 7 - 1 秋田                    | ベスト4  |
| 1986年（第58回大会） | 岡山南（4年ぶり3回目）      | 準々決勝 | ○ 6 - 3 上宮                    | ベスト4  |
| 1986年（第58回大会） | 岡山南（4年ぶり3回目）      | 準決勝   | ● 2 - 8 池田                    | ベスト4  |
| 1987年（第59回大会） | 岡山南（2年連続4回目）      | 1回戦    | ● 4 - 5 熊本工                  | 初戦敗退 |
| 1990年（第62回大会） | 玉野光南（初出場）          | 1回戦    | ○ 3 - 2 北嵯峨                  | 2回戦    |
| 1990年（第62回大会） | 玉野光南（初出場）          | 2回戦    | ● 3 - 4 北陽                    | 2回戦    |
| 1990年（第62回大会） | 倉敷商（5年ぶり2回目）      | 1回戦    | ● 0 - 2 川西緑台                | 初戦敗退 |
| 1993年（第65回大会） | 関西（33年ぶり3回目）       | 1回戦    | ○ 2 - 1 金沢                    | 2回戦    |
| 1993年（第65回大会） | 関西（33年ぶり3回目）       | 2回戦    | ● 5 - 6 鹿児島実                | 2回戦    |
| 1994年（第66回大会） | 岡山理大付（13年ぶり3回目） | 1回戦    | ● 0 - 3 常総学院                | 初戦敗退 |
| 1995年（第67回大会） | 関西（2年ぶり4回目）        | 1回戦    | ○ 10 - 2 清陵情報               | ベスト4  |
| 1995年（第67回大会） | 関西（2年ぶり4回目）        | 2回戦    | ○ 9 - 2 報徳学園                | ベスト4  |
| 1995年（第67回大会） | 関西（2年ぶり4回目）        | 準々決勝 | ○ 4 - 1 日南学園                | ベスト4  |
| 1995年（第67回大会） | 関西（2年ぶり4回目）        | 準決勝   | ● 6 - 13 観音寺中央             | ベスト4  |
| 1996年（第68回大会） | 岡山城東（初出場）          | 1回戦    | ○ 6x - 5 帝京                   | ベスト4  |
| 1996年（第68回大会） | 岡山城東（初出場）          | 2回戦    | ○ 5 - 4 浦和学院（延長11回）    | ベスト4  |
| 1996年（第68回大会） | 岡山城東（初出場）          | 準々決勝 | ○ 6 - 1 明徳義塾                | ベスト4  |
| 1996年（第68回大会） | 岡山城東（初出場）          | 準決勝   | ● 2 - 3 鹿児島実                | ベスト4  |
| 1997年（第69回大会） | 岡山南（10年ぶり5回目）     | 1回戦    | ○ 5 - 3 光星学院                | 2回戦    |
| 1997年（第69回大会） | 岡山南（10年ぶり5回目）     | 2回戦    | ● 2 - 10 中京大中京             | 2回戦    |
| 1998年（第70回大会） | 岡山理大付（4年ぶり4回目）  | 2回戦    | ○ 18 - 2 京都成章               | 3回戦    |
| 1998年（第70回大会） | 岡山理大付（4年ぶり4回目）  | 3回戦    | ● 4 - 6 浦和学院                | 3回戦    |
| 1999年（第71回大会） | 玉野光南（9年ぶり2回目）    | 1回戦    | ○ 2 - 0 東北                    | 2回戦    |
| 1999年（第71回大会） | 玉野光南（9年ぶり2回目）    | 2回戦    | ● 3 - 15 PL学園                 | 2回戦    |
| 2001年（第73回大会） | 岡山学芸館（初出場）        | 2回戦    | ● 1 - 7 高知                    | 初戦敗退 |
| 2001年（第73回大会） | 関西（6年ぶり5回目）        | 2回戦    | ○ 3 - 2 鳥羽                    | 3回戦    |
| 2001年（第73回大会） | 関西（6年ぶり5回目）        | 3回戦    | ● 1 - 3 尽誠学園                | 3回戦    |
| 2002年（第74回大会） | 関西（2年連続6回目）        | 1回戦    | ○ 7 - 2 智弁和歌山              | ベスト4  |
| 2002年（第74回大会） | 関西（2年連続6回目）        | 2回戦    | ○ 5 - 2 九州学院                | ベスト4  |
| 2002年（第74回大会） | 関西（2年連続6回目）        | 準々決勝 | ○ 10 - 1 尽誠学園               | ベスト4  |
| 2002年（第74回大会） | 関西（2年連続6回目）        | 準決勝   | ● 1 - 3 鳴門工（延長10回）      | ベスト4  |
| 2003年（第75回大会） | 岡山城東（7年ぶり2回目）    | 2回戦    | ● 2 - 4 東洋大姫路              | 初戦敗退 |
| 2004年（第76回大会） | 岡山城東（2年連続3回目）    | 1回戦    | ○ 3 - 0 作新学院                | 2回戦    |
| 2004年（第76回大会） | 岡山城東（2年連続3回目）    | 2回戦    | ● 2 - 9 愛工大名電              | 2回戦    |
| 2005年（第77回大会） | 関西（3年ぶり7回目）        | 1回戦    | ● 7 - 8x 慶応                   | 初戦敗退 |
| 2006年（第78回大会） | 関西（2年連続8回目）        | 1回戦    | ○ 6 - 4 光星学院                | 2回戦    |
| 2006年（第78回大会） | 関西（2年連続8回目）        | 2回戦    | △ 7 - 7 早稲田実（延長15回）    | 2回戦    |
| 2006年（第78回大会） | 関西（2年連続8回目）        | 2回戦    | ● 3 - 4 早稲田実（再試合）      | 2回戦    |
| 2006年（第78回大会） | 岡山東商（28年ぶり8回目）   | 1回戦    | ● 2 - 11 清峰                   | 初戦敗退 |
| 2007年（第79回大会） | 関西（3年連続9回目）        | 1回戦    | ○ 4 - 2 高知                    | ベスト8  |
| 2007年（第79回大会） | 関西（3年連続9回目）        | 2回戦    | ○ 12 - 0 創造学園大付           | ベスト8  |
| 2007年（第79回大会） | 関西（3年連続9回目）        | 準々決勝 | ● 1 - 9 大垣日大                | ベスト8  |
| 2008年（第80回大会） | 興譲館（初出場）            | 2回戦    | ● 0 - 3 千葉経大付              | 初戦敗退 |
| 2009年（第81回大会） | 倉敷工（34年ぶり10回目）    | 1回戦    | ○ 11x - 10 金光大阪（延長12回） | 2回戦    |
| 2009年（第81回大会） | 倉敷工（34年ぶり10回目）    | 2回戦    | ● 5 - 6 中京大中京              | 2回戦    |
| 2010年（第82回大会） | 関西（3年ぶり10回目）       | 1回戦    | ● 1 - 4 興南                    | 初戦敗退 |
| 2011年（第83回大会） | 関西（2年連続11回目）       | 1回戦    | ● 1 - 9 東海大相模              | 初戦敗退 |
| 2011年（第83回大会） | 創志学園（初出場）          | 1回戦    | ● 1 - 2 北海                    | 初戦敗退 |
| 2012年（第84回大会） | 倉敷商（22年ぶり3回目）     | 1回戦    | ● 3 - 7 作新学院                | 初戦敗退 |
| 2013年（第85回大会） | 関西（2年ぶり12回目）       | 2回戦    | ● 1 - 5 高知                    | 初戦敗退 |
| 2015年（第87回大会） | 岡山理大付（17年ぶり5回目） | 1回戦    | ● 3 - 8 木更津総合              | 初戦敗退 |
| 2016年（第88回大会） | 創志学園（5年ぶり2回目）    | 1回戦    | ○ 5 - 1 東海大甲府              | 2回戦    |
| 2016年（第88回大会） | 創志学園（5年ぶり2回目）    | 2回戦    | ● 1 - 5 高松商                  | 2回戦    |
| 2017年（第89回大会） | 創志学園（2年連続3回目）    | 1回戦    | ● 3 - 6 福岡大大濠              | 初戦敗退 |
| 2018年（第90回大会） | おかやま山陽（初出場）      | 2回戦    | ● 2 - 7 乙訓                    | 初戦敗退 |
| 2020年（第92回大会） | 倉敷商（8年ぶり4回目）      | 交流試合 | ○ 6 - 1 仙台育英                | （中止） |
| 2022年（第94回大会） | 倉敷工（13年ぶり11回目）    | 1回戦    | ● 2 - 8 和歌山東（延長11回）    | 初戦敗退 |
| 2024年（第96回大会） | 創志学園（7年ぶり4回目）    | 1回戦    | ○ 7 - 0 別海                    | 2回戦    |
| 2024年（第96回大会） | 創志学園（7年ぶり4回目）    | 2回戦    | ● 0 - 4 山梨学院                | 2回戦    |

## 通算成績
| 出場 | 試合 | 勝利 | 敗戦 | 引分 | 勝率 | 優勝 | 準優勝 | ベスト4 | ベスト8 |
| ---- | ---- | ---- | ---- | ---- | ---- | ---- | ------ | ------- | ------- |
| 58   | 103  | 46   | 56   | 1    | .451 | 1    | 0      | 7       | 3       |

## 学校別成績
| 校名         | 出場 | 直近出場 | 勝敗        | 最高成績 |
| ------------ | ---- | -------- | ----------- | -------- |
| 関西         | 12回 | 2013年   | 11勝12敗1分 | ベスト4  |
| 倉敷工       | 11回 | 2022年   | 11勝11敗    | ベスト4  |
| 岡山東商     | 8回  | 2006年   | 6勝7敗      | 優勝1回  |
| 岡山南       | 5回  | 1997年   | 8勝5敗      | ベスト4  |
| 岡山理大付   | 5回  | 2015年   | 1勝5敗      | 3回戦    |
| 創志学園     | 4回  | 2024年   | 2勝4敗      | 2回戦    |
| 倉敷商       | 4回  | 2020年   | 0勝3敗      | 初戦敗退 |
| 岡山城東     | 3回  | 2004年   | 4勝3敗      | ベスト4  |
| 玉野光南     | 2回  | 1999年   | 2勝2敗      | 2回戦    |
| 玉島商       | 1回  | 1969年   | 1勝1敗      | 2回戦    |
| 岡山学芸館   | 1回  | 2001年   | 0勝1敗      | 初戦敗退 |
| 興譲館       | 1回  | 2008年   | 0勝1敗      | 初戦敗退 |
| おかやま山陽 | 1回  | 2018年   | 0勝1敗      | 初戦敗退 |